# Gynoplistia (Gynoplistia) frazieri
Gynoplistia (Gynoplistia) frazieri is een tweevleugelige uit de familie steltmuggen (Limoniidae). De soort komt voor in het Australaziatisch gebied.